# Eriszum III
Eriszum III, Eriszu III – władca Asyrii (połowa II tys. p.n.e.), syn Szu-Ninuy, brat i następca Szarma-Adada II, ojciec i poprzednik Szamszi-Adada II; wymieniany w Asyryjskiej liście królów, we fragmencie wersji alternatywnej tej listy, a także w Synchronistycznej liście królów.

## Imię
Akadyjskie imię tego władcy, brzmiące Ērišu(m), uważane jest za nominalizację formy czasownikowej ēriš, znaczącej „on zapragnął” (ang. „he has desired”), bądź też tłumaczone jest jako „upragniony” (ang. „desired”). W transliteracji z pisma klinowego zapisywane ono było w formie me-ri-šu: w kopii B (Khorsabad List) i kopii C (SDAS List) Asyryjskiej listy królów, we fragmencie wersji alternatywnej tej listy (tekst KAV 14) i w Synchronistycznej liście królów.

## Panowanie
Zgodnie z Asyryjską listą królów Eriszum III, syn Szu-Ninuy, brat i następca Szarma-Adada II oraz ojciec i poprzednik Szamszi-Adada II, panować miał przez 13 lat. Informacje te potwierdza fragment wersji alternatywnej tej listy (tekst KAV 14), w którym jego imię znajduje się pomiędzy imionami Szarma-Adada II i Szamszi-Adada II. Uczeni umieszczają panowanie Eriszuma III w połowie II tys. p.n.e., przy czym CAH (The Cambridge Ancient History) datuje je w przybliżeniu na lata ok. 1598–1586 p.n.e. Władcę tego wymienia również Synchronistyczna lista królów, wedle której miał on być współczesny Ea-gamilowi (ostatniemu władcy z I dynastii z Kraju Nadmorskiego) oraz najprawdopodobniej Gandaszowi, założycielowi dynastii kasyckiej (imię tego ostatniego jest tylko częściowo zachowane). Jak dotychczas nie odnaleziono żadnych inskrypcji królewskich należących do Eriszuma III. 